# Lucius Cassius Longinus (consul, 30)
Lucius Cassius Longinus (1. század) római politikus, az előkelő, plebeius származású Cassia gens tagja, Caligula sógora.
30-ban volt consul, és Tiberius házasította össze unokaöccse, Germanicus lányával, Drusillával, akit azonban a trónra kerülő fivére, Caligula hamarosan elszakított Longinustól, és nyíltan együtt élt vele. 40-ben Longinus Asia proconsuli rangú helytartója volt, ám láncra verve vitték a császár elé, mivel az olyan jóslatot kapott, amely óva intette Cassiustól. Utóbb kiderült, hogy valójában az alacsony sorból származó Cassius Chaerea volt a merénylet szervezője.
Longinust már az ókorban is többször összekeverték az abban a században élő neves jogásszal, Caius Cassius Longinusszal, és egyes modern kutatók is hajlanak erre a magyarázatra.
| Elődei: Aulus Plautius és Lucius Nonius Asprenas | Consul 30 collega: Marcus Vinicius | Utódai: Lucius Naevius Surdinus és Caius Cassius Longinus |